# The Scourge of the Desert
The Scourge of the Desert er en amerikansk stumfilm fra 1915 af William S. Hart.

## Medvirkende
- William S. Hart som Bill Evers
- Rhea Mitchell som Ellen Holt.
- Gordon Mullen som John Holt.
- Joseph J. Dowling.
- Walter Belasco.